# Marie van Hessen-Kassel

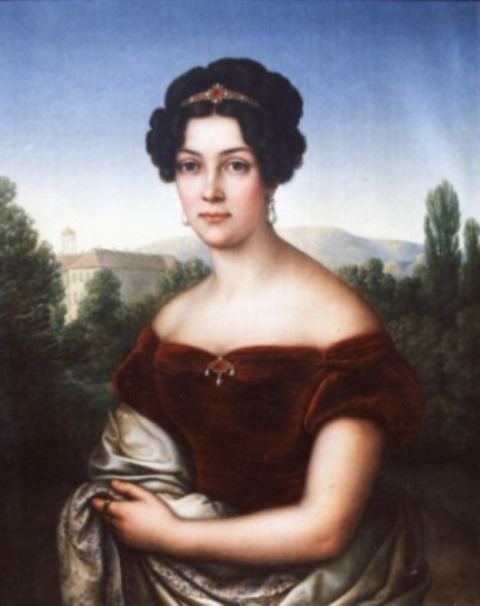
Marie van Hessen-Kassel

Marie Wilhelmina Frederica van Hessen-Kassel (Hanau, 21 januari 1796 — Neustrelitz, 30 december 1880) was een prinses en landgravin uit het Huis Hessen-Kassel. 
Zij was het zevende kind en de tweede dochter van Frederik van Hessen-Kassel en Carolina van Nassau-Usingen. Haar vader diende als generaal in het Staatse  leger en werd later, door koning Willem I benoemd tot gouverneur van Maastricht.
Zij trouwde op 12 augustus 1817 met groothertog George van Mecklenburg-Strelitz. Het paar kreeg de volgende kinderen:
- Louise (1818-1842)
- Frederik Willem (1819-1904), groothertog
- Caroline (1821-1876), gehuwd met Frederik VII van Denemarken toen die nog kroonprins was
- George (1824-1876)